# Hannelore Bublitz
Hannelore Bublitz (* 29. Juli 1947 in Schleswig) ist eine deutsche Soziologin. Sie lehrte als Professorin an der Universität Paderborn.

## Leben
Bublitz studierte Soziologie, Philosophie und Psychoanalyse an den Universitäten Heidelberg und Frankfurt am Main. 1979 wurde sie an der FU Berlin promoviert, 1984 habilitierte sie sich an der RWTH Aachen. Von 1992 bis 2012 war sie Professorin für Allgemeine Soziologie, Sozialwissenschaften und Sozialphilosophie an der Universität Paderborn; hier erforschte sie im DFG-Projekt Die Ordnung der Geschlechterverhältnisse. Archäologie und Genealogie der Geschlechterdifferenz in der Moderne am Beispiel des Kulturkrisendiskurs um 1900. Von 2012 bis 2017 war sie am selben Lehrstuhl als Seniorprofessorin  tätig. Von 2008 bis 2017 war sie (stellvertretende) Sprecherin im DFG-Graduiertenkolleg Automatismen. Strukturentstehung außerhalb geplanter Prozesse in Informationstechnik, Medien und Kultur (I) und Automatismen. Kulturtechniken der Komplexitätsreduktion (II).
Ihre Arbeitsschwerpunkte sind:
- Selbststeuerungs- und Normalisierungsdynamiken in modernen Gesellschaften
- Forschung zur Verschränkung sozialer Techniken und Ökonomien in der Massenkultur
- Techniken des Körpers, des Geschlechts und des Selbst
- Klasse und Geschlecht
- Soziale Ungleichheit

## Schriften (Auswahl)
als Autorin
- Ich gehörte irgendwo so nirgends hin … – Arbeitertöchter an der Hochschule. Focus Verlag, Gießen 1980, ISBN 3-88349-208-6.
- ErkenntnisSozialstrukturen der Moderne: Theoriebildung als Lernprozess kollektiver Erfahrungen. Westdeutscher Verlag, Opladen 1992, ISBN 978-3-531-12307-3.
- Foucaults Archäologie des kulturellen Unbewußten. Zum Wissensarchiv und Wissensbegehren moderner Gesellschaften. Campus-Verlag, Frankfurt/M. 1999, ISBN 3-593-36218-X.
- Judith Butler zur Einführung. 3. Aufl. Junius, Hamburg 2010, ISBN 978-3-88506-678-1.
- Diskurs. Edition Transcript, Bielefeld 2003, ISBN 3-89942-128-0.
- In der Zerstreuung organisiert: Phantasmen und Paradoxien der Massenkultur. Edition Transcript, Bielefeld 2005, ISBN 3-89942-195-7.
- Im Beichtstuhl der Medien. Die Produktion des Selbst im öffentlichen Bekenntnis. Transcript, Bielefeld 2010, ISBN 978-3-8376-1371-1
- Die verborgenen Codes der Erben. Über die soziale Magie und das Spiel der Eliten. Transcript, Bielefeld 2022, ISBN 978-3-8394-6356-7.

als Herausgeberin
- Das Wuchern der Diskurse. Perspektiven der Diskursanalyse Foucaults. Campus-Verlag, Frankfurt/M. 1999, ISBN 3-593-36128-0.
- Unsichtbare Hände. Automatismen in Medien-, Technik- und Diskursgeschichte. Fink Verlag, Paderborn 2011, ISBN 978-3-7705-5184-2.